# Haiti na Mistrzostwach Świata w Lekkoatletyce 2011
Haiti na Mistrzostwach Świata w Lekkoatletyce 2011 było reprezentowane przez 3 zawodników.

## Wyniki reprezentantów Haiti

### Mężczyźni

#### Konkurencje biegowe
| Konkurencja   | Zawodnik      | Eliminacje | Eliminacje | Półfinał | Półfinał | Finał    | Finał   |
| Konkurencja   | Zawodnik      | Rezultat   | Pozycja    | Rezultat | Pozycja  | Rezultat | Pozycja |
| ------------- | ------------- | ---------- | ---------- | -------- | -------- | -------- | ------- |
| Bieg na 200 m | Roudy Monrose | 22,18      | 51         |          |          |          |         |
| Bieg na 800 m | Moise Joseph  | 1:48,17    | 28         |          |          |          |         |

#### Konkurencje techniczne
| Konkurencja | Zawodnik    | Eliminacje | Eliminacje | Finał    | Finał   |
| Konkurencja | Zawodnik    | Rezultat   | Pozycja    | Rezultat | Pozycja |
| ----------- | ----------- | ---------- | ---------- | -------- | ------- |
| Trójskok    | Samyr Lainé | 16,38 m    | 19         |          |         |